# Pyura mulguloides
Pyura mulguloides är en sjöpungsart som först beskrevs av William Abbott Herdman 1899.  Pyura mulguloides ingår i släktet Pyura och familjen lädermantlade sjöpungar. Inga underarter finns listade i Catalogue of Life.